# Beginenhof Antwerpen

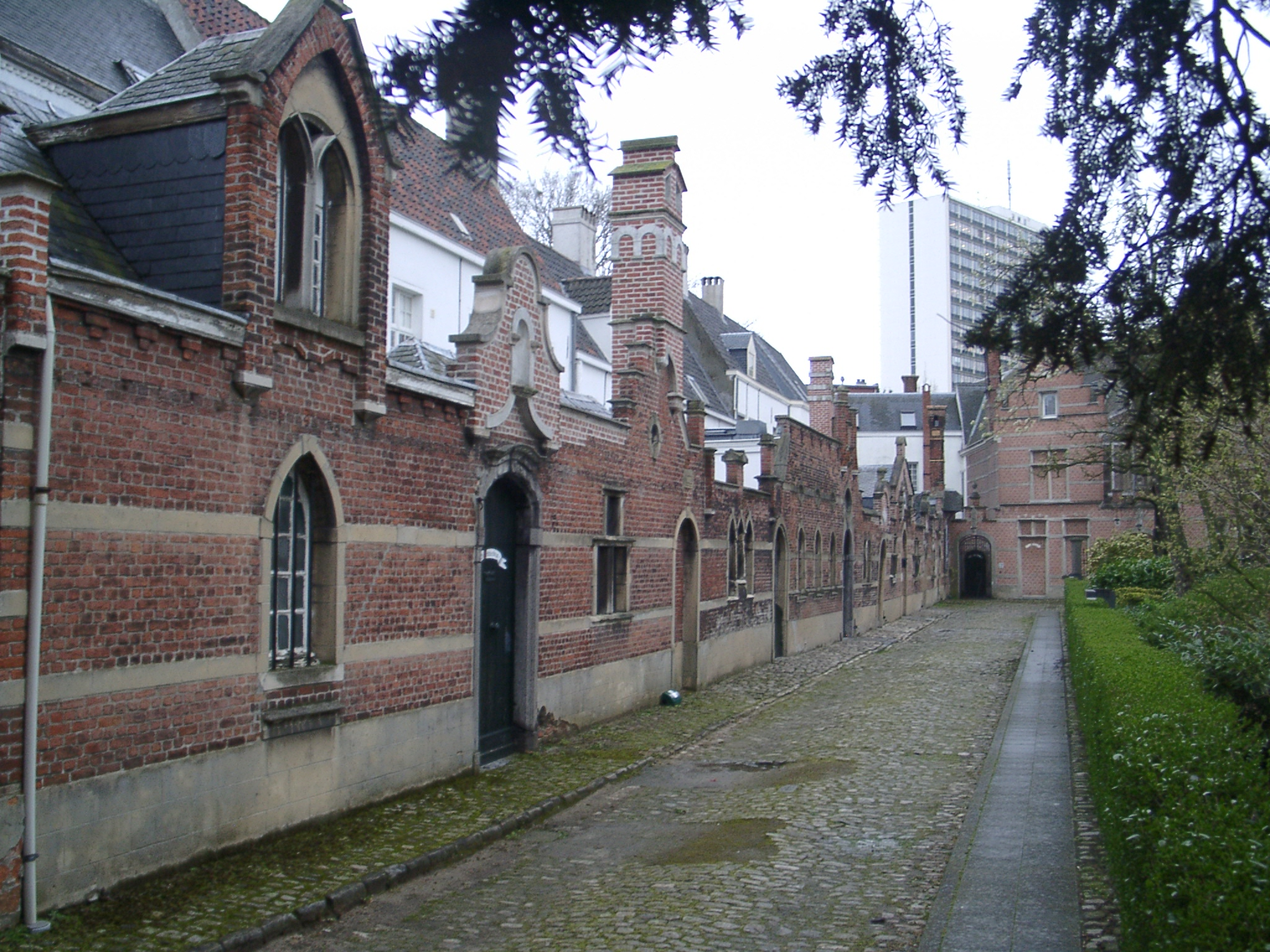
Beginenhof in Antwerpen

Der Beginenhof (Begijnhof) in der belgischen Stadt Antwerpen ist einer der weniger bekannten Beginenhöfe der Provinz Antwerpen. Er zählt anders als andere flämische Beginenhöfe nicht zum UNESCO-Welterbe, ist jedoch gut erhalten und eine Oase der Ruhe an der Rodestraat.
Der Beginenhof bestand als Curtis Syon bereits im 13. Jahrhundert. Ob die möglicherweise aus Antwerpen stammende Mystikerin Hadewijch dort wirkte, ist unsicher.
1986 starb die letzte Begine.
Die heutige bauliche Substanz geht auf das 16. Jahrhundert zurück. Die Kirche St. Catharina ist ein neugotischer Bau aus dem 19. Jahrhundert. Im Garten wurden Obstbäume gepflanzt und ein Teich angelegt.